# Francesco Pedicini

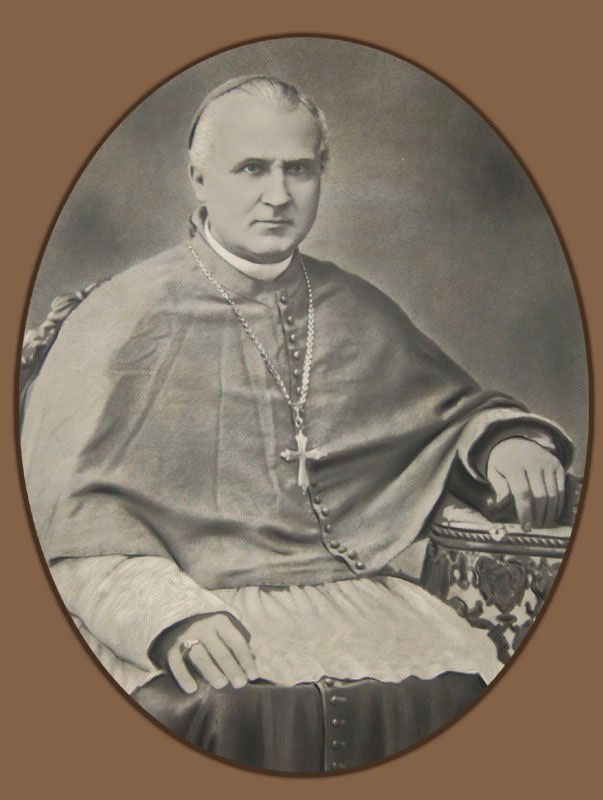
Foto d'epoca dell'arcivescovo Pedicini

Francesco Pedicini (Foglianise, 27 gennaio 1813 – Bari, 6 giugno 1886) è stato un arcivescovo cattolico italiano, vescovo di Monopoli e arcivescovo di Bari e Canosa.

## Biografia

### Infanzia e gioventù
Nacque da Giuseppe Pedicini, massaro di umili origini, e Rosa Palumbo, a Foglianise, nel casale Leschito. Al paese nativo, egli resterà sempre legato, tanto da esprimersi in tal modo:
(Mons. Francesco Pedicini)
Il 20 aprile 1819 ricevette da mons. Bartolomeo Goglia, vescovo di Sant'Angelo dei Lombardi, il sacramento della Confermazione, nella chiesa dei Frati minori, in Vitulano.
Il suo viaggio nel sapere comincia in Montesarchio, sotto l'attenta guida del parroco don Vincenzo Bocciano, erudito insegnante. All'età di 13 anni entrò nel seminario di Benevento, guidato dai Gesuiti, noto per il valore dei maestri e per il rigore degli studi.

### La malattia
In seminario, il giovane Francesco sperimentò la sofferenza a causa di una malattia che appariva inesorabilmente invincibile: la tisi. Don Pellegrino Pacifico, canonico, sacerdote dotto e di gran bontà, lo accolse con sé, rischiando il contagio. Per non lasciare nulla di intentato, si recò dal dottor Lanza. Grazie a questi, giunse lentamente la guarigione, del tutto inattesa, e, con rinnovato fervore, Francesco si preparò alla conclusione dei suoi studi, per divenire finalmente sacerdote.

### Il sacerdozio
Per le qualità dimostrate venne ordinato sacerdote senza sostenere esami, fatto insolito. Lo ordinò il cardinale Giovanni Battista Bussi, arcivescovo di Benevento, nel 1835.
Il novello sacerdote si distinse subito per la sua semplicità; la triade che accompagnò la sua crescita spirituale era costituita da: preghiera, studio, sacrificio.
L'inginocchiatoio della sua stanza alimentò la costante vocazione; la preghiera, accompagnata dal digiuno, sostenuta dalla lettura, costituirono gli aspetti caratteristici della sua vita.
In Foglianise, don Francesco operò instancabilmente. Nella sua abitazione aprì una scuola per la formazione dei giovani. Raggiungevano il casale Leschito non solo i ragazzi del suo paese, ma di tutta la Valle Vitulanese. Tra i suoi allievi dobbiamo ricordare il cardinal Camillo Mazzella, originario di Vitulano, illustre prelato che si è distinto per la sua profonda dottrina.
Subito dopo la consacrazione sacerdotale, ricoprì il ruolo di direttore spirituale nella confraternita del santo Rosario, in Foglianise, propagando il culto della Vergine.

### Vescovo

#### A Monopoli

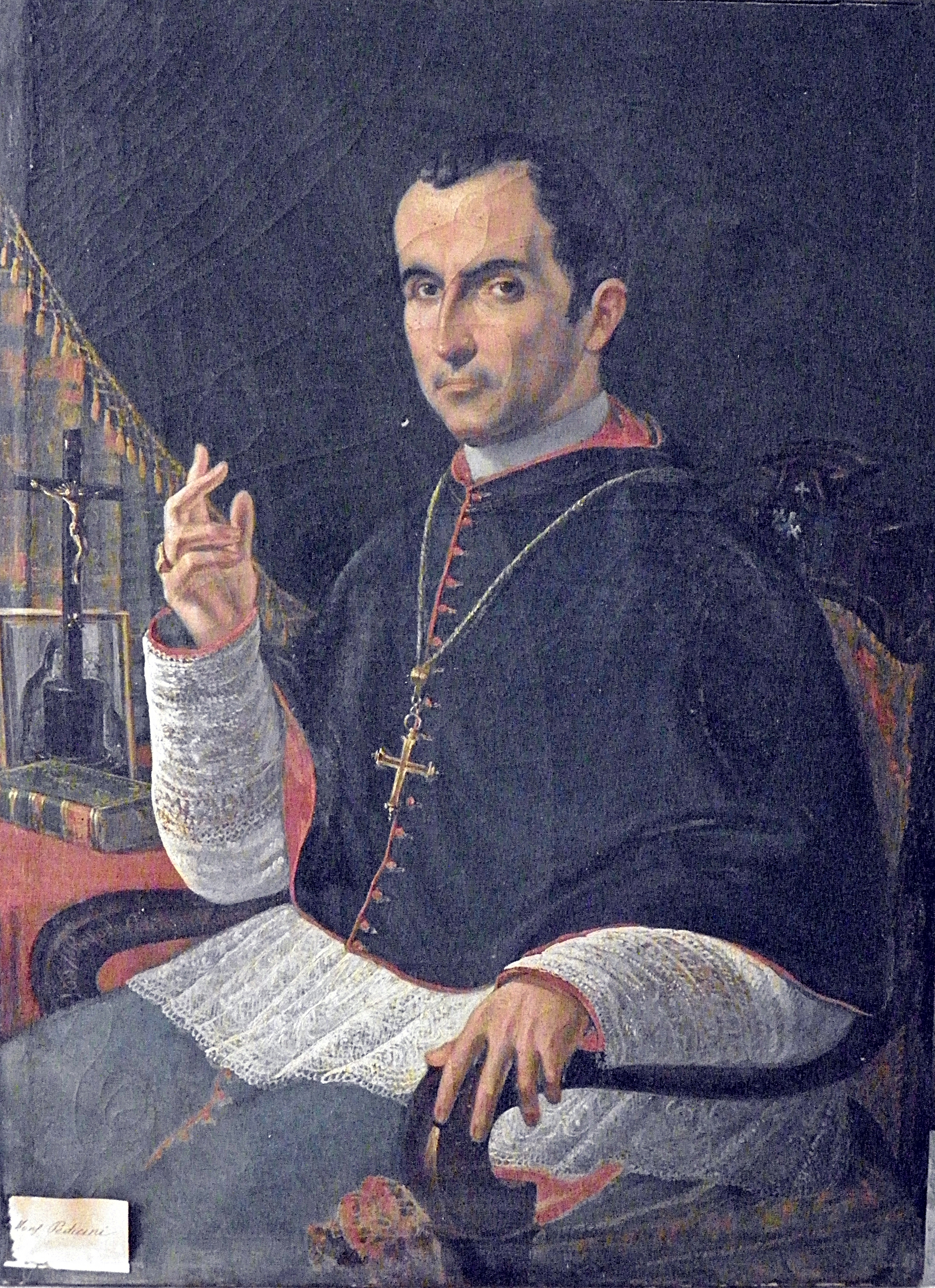
Ritratto di Mons. Pedicini in occasione della sua elezione a Vescovo di Monopoli. Il ritratto, in corso di restauro, sarà trasferito nella Curia dove è prevista la ricomposizione della galleria dei Vescovi.

Papa Pio IX, nel giugno del 1854, lo nominò vescovo di Monopoli, sede suffraganea di Bari. La scelta del papa lo lasciò nello sconcerto, perché si riteneva indegno di essere un successore degli apostoli. Per tale motivo, quindi, si mostrò titubante, ma dopo nove mesi accettò di servire la Diocesi in Monopoli.
Giunse in città il 25 marzo 1855, festa dell'Annunciazione del Signore. Ispirandosi a San Paolo, nello stemma episcopale inserì il motto: Servire la verità nella carità.
Varie sono le opere a cui si dedicò il nuovo vescovo. Raccomandò, innanzitutto, ai sacerdoti di cooperare nella Chiesa e di testimoniare la fede, al fine di accostare maggiormente i fedeli a Gesù Cristo. Pose le fondamenta del Seminario, istituì delle scuole, nominò professori, inserì nei piani di studio due nuove cattedre, quelle di Diritto e di Storia Ecclesiastica. Stabilì, inoltre, che al termine dell'anno scolastico fossero sostenuti esami pubblici e solenni, assegnando dei premi per i più meritevoli.
In questi anni, due terremoti scossero la città di Monopoli, e a Cisternino si diffuse il colera. Per fronteggiare tali emergenze e per alleviare i disagi, aprì il Seminario e accolse i senza tetto nel suo palazzo, provvedendo a tutte le necessità.
Nella Curia di Monopoli è conservato un suo pregevole ritratto a olio su tela, in basso a sinistra dello spettatore è dipinto un piccolo cartiglio cartaceo sul quale appare la scritta: "Mons. Pedicini". Il ritratto faceva parte della dispersa galleria dei Vescovi Monopolitani, attualmente in fase di ricomposizione.

#### A Bari e l'esilio a Foglianise
Dopo la dipartita dell'arcivescovo di Bari e Canosa Clary, papa Pio IX scelse come suo successore mons. Pedicini, che prese possesso canonico dell'arcidiocesi l'8 dicembre 1858. L'anno successivo diede avvio alla sua prima visita pastorale, motivata nell'editto che la precedette, alla necessità di avvicinare i fedeli alla figura del loro pastore, in "tempi di spirituali calamità". Sempre del 1859, all'interno del pozzo di Capurso, nel luogo ove fu rinvenuta l'icona della Madonna del Pozzo, è eretto, per volontà dell'arcivescovo Pedicini, un piccolo altare di marmo con un quadro ad olio, imitazione del dipinto ritrovato in quel sacro luogo da don Domenico Tanzella.
Condannò la massoneria, che cercava di annebbiare la figura della Chiesa e per le sue simpatie verso i Borboni, le persecuzioni anticlericali non lo risparmiarono. Nel 1860 fu costretto dai piemontesi a lasciare la sua diocesi e rifugiarsi a Foglianise. Qui insediò la curia, continuando a dirigere per corrispondenza l'arcidiocesi di Bari. Il suo esilio durò 6 anni, durante i quali la polizia piemontese tenne sempre sotto controllo il presule con continue perquisizioni. In un rapporto del 15 agosto 1861, diretto al governatore di Benevento si legge: “Ieri mattina questa stazione perquisì il domicilio di mons. Arcivescovo di Bari, lui presente, Pedicini Francesco, in Foglianise, e nella camera del medesimo si rinvenne una lettera proveniente da Roma per mezzo particolare, nella quale vi sono dei verbi di malcontento dello stato attuale delle cose, e fu sequestrata". Informazioni sull'esilio foglianesaro erano contenute in un diario manoscritto, scomparso e mai più ritrovato, che avrebbe certamente fatto luce sulle vicende della storia locale, intrecciate alle vicissitudini e gli aneliti di indipendenza dell'Italia prima e dopo l'unità nazionale.
Il rientro nell'arcidiocesi, dopo l'esilio forzato, rafforzò il legame con i baresi. In contesti economici assai difficili, con le offerte ricevute istituì l'Orfanotrofio del Carmine, diretto poi dalle Suore dell'Immacolata, pagando la pigione di un palazzo in cui vivevano le religiose. Pose inoltre le suore stimmatine alla guida dell'Asilo della Pietà e, con innumerevoli difficoltà, fece erigere la chiesa di San Rocco, situata nella città nuova. Per il Seminario profuse grandissime energie, curando la formazione dei chierichetti e coltivando la vocazione dei futuri sacerdoti.

### Oratore e poeta

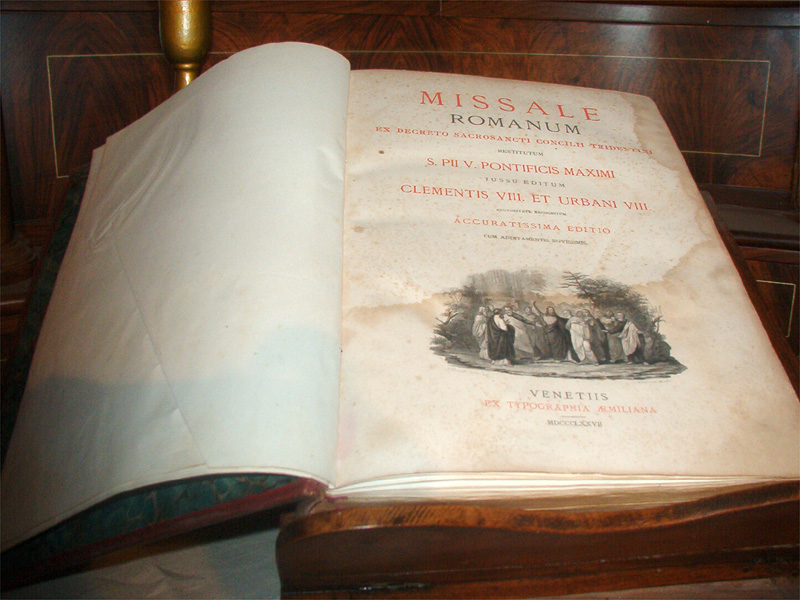
Messale custodito nella Cappella Pedicini, edificata nell'antico casale Leschito, in Foglianise

Tra le qualità di mons. Francesco Pedicini spiccava il dono della parola. Attento ai mutamenti sociali, culturali e religiosi del XIX secolo, grazie alla sua arte oratoria, riusciva, nelle omelie, ad affascinare i suoi fedeli.
Vari sono i suoi scritti. Tra questi ricordiamo:
- La Chiese Militante, in cui affermò che il ministero sacerdotale deve essere visto come una missione da perpetuare.
- Il Patriarca Giuseppe, nel quale descrisse l'opera del padre di Gesù, in modo che l'artigiano di Nazaret potesse divenire un modello da emulare.
- In San Menna solitario e la valle vitulanese, evocò la figura dell'eremita che, nel silenzio della montagna, cerca Dio e nella solitudine anela ad orizzonti eterni, circondato da un'incantevole natura.

Nella poesia esaltò il carisma della bellezza; vergò versi ispirati alla Madonna. Nella comunità di Foglianise, i fedeli cantano ancora gli inni scritti da mons. Pedicini, dedicati alla Vergine del Monte Carmelo, alla Regina del Rosario, a San Rocco, a San Michele Arcangelo e a Sant'Anna.

### Partecipazione al Concilio Vaticano I
Nel Concilio Vaticano I mons. Pedicini entrò a far parte della Commissione dei Giudici e delle Escusazioni con gli arcivescovi di Colonia, Granada, Firenze, Reims. Per due volte prese la parola tra gli 800 partecipanti e, con pertinenti argomentazioni, ricevette apprezzamenti dagli eminenti prelati.

### Gli ultimi anni

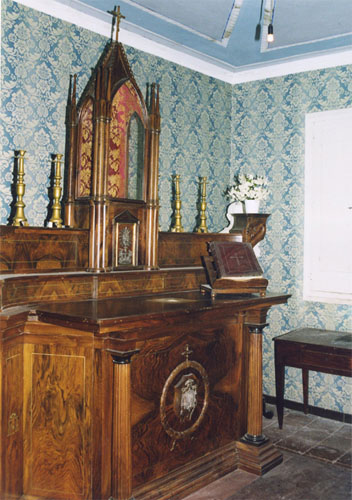
Altare cappella Pedicini in Foglianise

Il carico eccessivo di lavoro e le numerose privazioni volte a lenire le sofferenze del prossimo, indebolirono il suo stato di salute e, colpito dall'angina pectoris, accusava dolori molto forti. Nonostante le sofferenze, per tutto il mese di maggio del 1886, cantò, pregò e recitò il Rosario alla Madonna nella Chiesa di San Rocco, il luogo sacro che tanto si era adoperato per fare erigere.
Il suo decesso arriva alle 12.20 del 6 giugno 1886. La notizia della morte si diffonde rapidamente ed il prefetto proclama cinque giorni di lutto cittadino. Nel giorno dei funerali, una moltitudine di baresi, numerosi sacerdoti e prelati accorrono intorno al feretro. La celebrazione delle esequie viene presieduta dall'arcivescovo di Taranto Mons. Pietro Alfonso Jorio. L'orazione funebre fu letta da Luigi Bruno. In serata, un corteo, mestamente, accompagnò per l'ultima volta i resti mortali del vescovo, in un clima di grande commozione, verso la dimora eterna.

## La traslazione della salma
Per una sepoltura più decorosa, il superiore della casa dei Missionari del Preziosissimo Sangue di Bari, al termine dei lavori di restauro della chiesa di San Rocco, predispose un sacello per tumulare Mons. Francesco Pedicini. Il 19 aprile 1931 ritornò in mezzo alla sua gente preceduto dalle confraternite, dal clero regolare e secolare, dall'arcivescovo di Bari, mons. Augusto Curi, dal vescovo di Monopoli mons. Melono e dalle autorità civili. Dietro la bara, il parroco di Foglianise, Gioacchino Pedicini, il vice–podestà del Comune, Enrico Pastore, i dottori Mario e Germano Pedicini, nipoti del compianto estinto. Nell'urna preparata ai piedi del busto marmoreo, venne deposto mons. Francesco Pedicini.
Il giorno seguente si celebrò un solenne pontificale di suffragio, presieduto dall'arcivescovo di Bari, concelebrato dai vescovi Luigi Fantozzi, già vescovo di Veroli, mons. Pasquale Gioia, vescovo di Giovinazzo, mons. Nicola Savinetti, gran priore della basilica di San Nicola, padre Raffaele Cerracchio, provinciale dei Missionari del Preziosissimo Sangue. A quest'ultimo religioso venne affidata la lettura del discorso funebre, nel quale rievocò la figura del vescovo.

## Genealogia episcopale
La genealogia episcopale è:
- Cardinale Scipione Rebiba
- Cardinale Giulio Antonio Santori
- Cardinale Girolamo Bernerio, O.P.
- Arcivescovo Galeazzo Sanvitale
- Cardinale Ludovico Ludovisi
- Cardinale Luigi Caetani
- Cardinale Ulderico Carpegna
- Cardinale Paluzzo Paluzzi Altieri degli Albertoni
- Papa Benedetto XIII
- Papa Benedetto XIV
- Papa Clemente XIII
- Cardinale Marcantonio Colonna
- Cardinale Giacinto Sigismondo Gerdil, B.
- Cardinale Giulio Maria della Somaglia
- Cardinale Carlo Odescalchi, S.I.
- Cardinale Costantino Patrizi Naro
- Arcivescovo Francesco Pedicini